# ION Plus
ION Plus fue una cadena de televisión digital propiedad de ION Media Networks. Se dedica a emitir programas sobre salud y calidad de vida. Fue lanzada el 19 de febrero de 2007.
La cadena está disponible las 24 horas del día a través de un subcanal digital en las emisoras operadas por ION.
Originalmente, la cadena iba a ser llamada iHealth, pero la empresa de decidió por el nombre actual cuando i cambió su nombre por el de ION Television.
ION Television emite muestras de la programación de ION Plus todos los domingos por la tarde.
El 14 de enero de 2021, después de la adquisición de Ion Media por parte de E. W. Scripps Company, la anunció que Qubo y Ion Plus dejaría de transmitir el 28 de febrero de 2021.